# Aaneterire
Aaneterire fou un faraó que va governar a algun lloc de l'antic Egipte però no es pot ubicar cronològicament. Pot correspondre a qualsevol de les dinasties entre la dinastia XIII i la dinastia XVII, però el més probable és que sigui de la dinastia XIV.
No es coneix el seu nom personal; Aaneterire fou el seu nom de regne o nesut biti. El seu nom apareix a un escarabat, única prova de la seva existència.